# Галушко Наталія Григорівна
Наталя Григорівна Галушко (нар. 18 вересня 1971) — білоруська бігунка на довгі дистанції українського походження. Брала участь у жіночому марафоні на літніх Олімпійських іграх 1996 року.